# Rissoina concinna
Rissoina concinna is een slakkensoort uit de familie van de Rissoinidae. De wetenschappelijke naam van de soort is voor het eerst geldig gepubliceerd in 1853 door A. Adams.